# Цыпка
Цыпка — село в Туапсинском районе Краснодарского края.
Административный центр муниципального образования «Вельяминовское сельское поселение».

## География
Селение расположено в южной части Туапсинского района, в долине одноимённой реки Цыпка (правый приток реки Туапсе). Находится в 10 км к северо-востоку от районного центра Туапсе и в 99 км к югу от города Краснодар. Через село проходит автотрасса Р-254, связывающая города Туапсе и Майкоп, напрямую через Главный Кавказский хребет. Также через село проходит железнодорожная ветка «Армавир—Туапсе».
Граничит с землями населённых пунктов: Греческий на юго-западе и Кирпичное на востоке.
Населённый пункт расположен на южном склоне Главного Кавказского хребта. Поселение со всех сторон окружено горными грядами со смешанным сосновым и лиственным лесом. Средние высоты на территории села составляют 177 метров над уровнем моря. Наивысшей точкой местности является гора Пшенокупа (377 м), расположенная к северо-востоку от села. В северной окраине села расположена урочище — Султанова Поляна.
Гидрографическая сеть представлена рекой Цыпка с её мелкими притоками. У южной окраины села река Цыпка впадает в реку Туапсе. В верховьях реки Цыпка расположены несколько малых водопадов. В горах в бассейне реки Цыпка расположены дольмены и развалины адыгских (черкесских) аулов.

## Климат
Климат в селе субтропический. Среднегодовая температура воздуха составляет около +13°С, со средними температурами июля около +23°С, и средними температурами января около +4°С. Среднегодовое количество осадков составляет около 1200 мм в год. Основная часть осадков выпадает в зимний период. Важную роль также играют холодные воздушные массы, дующие из северного склона Главного Кавказского хребта через перевалы.

## Этимология
Своё название село получило от реки Цыпка, в долине которой оно и расположено. Гидроним Цыпка (адыг. «Цӏэпс» или «Пцэпс») в своём основании имеет две основные версии происхождения.
Согласно первой версии, некогда один прохожий снял свой старый, изношенный тулуп и бросил его в реку. Тулуп долго носило по реке, отчего вода в нём стало вшивой. Отсюда люди стали называть его «Цӏэпс» — вшивая река.
Согласно второй и наиболее распространённой версии, топоним реки происходит от слова «Пцэпс», где «пце» — рыба, а «псы» — вода, река. То есть топоним реки можно перевести как «река, обильная рыбой».

## История
На карте Военно-Топографического управления, изданной в 1905 году, хутор Цыпка находился северо-западнее горы Невеб, в 3—4 км от реки Туапсе.
В 1923 году население хутора было переселено к месту впадения реки Цыпка в Туапсе. Этот год официально считается датой основания села.
В 1924 году село передан в состав Вельяминовского сельского Совета Туапсинского района.
В 1960-х в состав села Цыпка был включён расположенный в урочище «Султановская Поляна» аул Султановка.
В 1993 году в село Цыпка перенесён административный центр Вельяминовского сельского округа (ныне Вельяминовское сельское поселение).

## Население
| 1999 | 2002 | 2010 |
| ---- | ---- | ---- |
| 703  | ↘689 | ↗750 |

Национальный состав
По данным Всероссийской переписи населения 2010 года:
| Народ    | Численность, чел. | Доля от всего населения, % |
| -------- | ----------------- | -------------------------- |
| русские  | 415               | 55,3 %                     |
| адыги    | 167               | 22,3 %                     |
| украинцы | 35                | 4,7 %                      |
| армяне   | 21                | 2,8 %                      |
| другие   | 112               | 14,9 %                     |
| всего    | 750               | 100 %                      |

## Образование
- Средняя общеобразовательная школа № 29 — ул. Центральная, 2.
- Начальная школа Детский Сад № 20 — ул. Центральная, 4.

## Экономика
Основную роль в экономике села играют сельское хозяйство и туризм. Во времена СССР в селе располагалось норковое зверохозяйство «Туапсинское» (сейчас не существует).
Также важную роль для экономики села играет его расположение на пути важных автомобильных и железных дорог в Туапсе и черноморское побережье.

## Улицы
| Весенняя |
| Дорожная |
| Заречная |
| Звёздная |

| Лесная     |
| Майкопская |
| Мира       |
| Молодёжная |

| Первомайская |
| Солнечная    |
| Центральная  |
| Школьная     |